# Đường sắt cao tốc Thượng Hải – Hàng Châu
Tuyến đường sắt cao tốc Thượng Hải Hàng Châu (tiếng Trung: 沪杭 客运 hoặc 沪杭 高速 铁路), còn được gọi là đường sắt cao tốc Huhang hoặc đường sắt chở khách Huhang là tuyến đường sắt cao tốc ở Trung Quốc giữa Thượng Hải và Hàng Châu, Chiết Giang. Tuyến có chiều dài 202 km (126 mi) và được thiết kế cho dịch vụ tàu thương mại với tốc độ 350 km/h (217 dặm / giờ). Nó được xây dựng trong 20 tháng và mở cửa vào ngày 26 tháng 10 năm 2010. Đường dây rút ngắn thời gian di chuyển giữa hai thành phố từ 78 xuống còn 45 phút.  Tuyến này cũng được sử dụng bởi các chuyến tàu rời ga Thượng Hải đến Côn Minh và Thâm Quyến, trở thành một phần của Đường sắt cao tốc Thượng Hải Côn Minh và Hành lang đường sắt cao tốc Bờ biển Đông Nam. Nó đã làm cho đề xuất tuyến tàu đệm từ Thượng Hải Hàng Châu không thể triển khai.